# Cleistocactus muyurinensis
Cleistocactus muyurinensis ist eine Pflanzenart in der Gattung Cleistocactus aus der Familie der Kakteengewächse (Cactaceae). Das Artepitheton muyurinensis verweist auf den Ort Muyurina in der bolivianischen Provinz Vallegrande, dem Fundort der Art.

## Beschreibung
Cleistocactus muyurinensis wächst strauchig mit an der Basis verzweigten Trieben und erreicht bei Durchmessern von 2 bis 3 Zentimetern Wuchshöhen von bis 1,5 Metern. Es sind 10 bis 13 gekerbte Rippen vorhanden. Die darauf befindlichen Areolen stehen eng beieinander. Die 1 bis 2 gelblich braunen Mitteldornen sind 2 bis 4 Zentimeter lang. Die 3 bis 4 haarartigen Randdornen sind weiß und 3 bis 5 Millimeter lang.
Die geraden, violettpurpurfarbenen Blüten sind bis 3,5 Zentimeter lang. Die bräunlich roten Früchte erreichen Durchmesser von bis 1,5 Zentimetern.

## Verbreitung und Systematik
Cleistocactus muyurinensis ist im bolivianischen Departamento Santa Cruz in der Provinz Vallegrande verbreitet.
Die Erstbeschreibung erfolgte 1964 durch Friedrich Ritter.

## Nachweise